# Andrew V. Schally
Andrzej Viktor Schally, znan kao i Andrew Victor Schally, (Wilno, 30. studenog 1926. – Miami Beach, 17. listopada 2024.) bio je poljsko-američki endokrinolog koji je 1977. podijelio Nobelovu nagradu za fiziologiju ili medicinu s Roger Guilleminom za njihova otkrića u vezi proizvodnje peptidnih hormona u mozgu. Obojica su, neovisno jedan od drugoga izolirali GnRH, hormon koji kontrolira lučenje LH i FSH.
Druga polovica Nobelove nagrade za medicinu i fiziologiju, te godine pripala je Rosalyn Yalow.

## Životopis
Schally je rođen u Poljskoj, a obrazovao se u Škotskoj i Engleskoj. Godine 1952. emigrira u Kanadu, gdje ostaje do 1957. kada seli u SAD. Godine 1962. postaje naturalizirani građanin SAD-a. 

## Vanjske poveznice
- Nobelova nagrada - autobiografija  Arhivirana inačica izvorne stranice od 4. svibnja 2007. (Wayback Machine) (engl.)